# Watt-oră
Un watt-oră (pronunțat [vatoră], cu sufixe flexionare fie la primul element, fie la al doilea: wattul-oră, wați-oră etc. sau watt-ora, watt-orele etc.), notat Wh sau W·h, este o unitate de măsură pentru energie, egală cu energia transferată într-un proces care dă sau primește o putere de un watt timp de o oră. Watt-ora nu face parte din Sistemul Internațional de unități, în care unitatea de măsură pentru energie este joule-ul (J). Echivalența este dată de 1 Wh=3600 J=3,6 kJ.
În practică se utilizează frecvent, pentru specificarea cantităților de energie, multipli ai unității watt-oră. Denumirile lor sunt formate din Wh cu prefixe: kilowatt-oră (kWh), megawatt-oră (MWh), gigawatt-oră (GWh) și terawatt-oră (TWh). Acestea se utilizează îndeosebi pentru menționările cantităților de energie electrică produsă sau a consumurilor de energie electrică (uneori și energie termică sau pentru combustibili).
Valorile echivalente în joule sunt:
1 kWh = 3,6 MJ
1 MWh = 3,6 GJ
1 GWh = 3,6 TJ
1 TWh = 3,6 PJ
În mod greșit, se utilizează adesea expresia eronată kilowatt pe oră (kW/h). Este o exprimare eronată, pentru că wattul și kilowattul sunt unități de măsură pentru putere; în consecință, unitățile de putere (doar) înmulțite cu o unitate de măsură pentru timp dau unități de măsură pentru energie (energia este puterea înmulțită cu timpul sau, invers, puterea este energia transferată în unitatea de timp). În exprimarea greșită, kilowattul împărțit la o unitate de măsură pentru timp (kW/h), ar da o unitate de măsură pentru variația puterii.